# Theope discus
Theope discus är en fjärilsart som beskrevs av Bates 1868. Theope discus ingår i släktet Theope och familjen Riodinidae. Inga underarter finns listade i Catalogue of Life.